# Karagasanly
Karagasanly är en ort i Azerbajdzjan.   Den ligger i distriktet Ağstafa Rayonu, i den västra delen av landet, 400 km väster om huvudstaden Baku. Karagasanly ligger 338 meter över havet och antalet invånare är 1 267.
Terrängen runt Karagasanly är huvudsakligen platt, men söderut är den kuperad. Närmaste större samhälle är Dag Kesaman, 4,9 km söder om Karagasanly.
Trakten runt Karagasanly består till största delen av jordbruksmark. Runt Karagasanly är det ganska tätbefolkat, med 72 invånare per kvadratkilometer.